# Kuba na Letnich Igrzyskach Olimpijskich 1960
Kubę na Letnich Igrzyskach Olimpijskich 1960 reprezentowało 12 zawodników (9 mężczyzn, 3 kobiety). Reprezentanci Kuby nie zdobyli żadnego medalu na tych igrzyskach.